# بارباز
بارباز هي بلدية فرنسية تقع في إقليم الأردين في منطقة غراند إيست.

## معرض صور

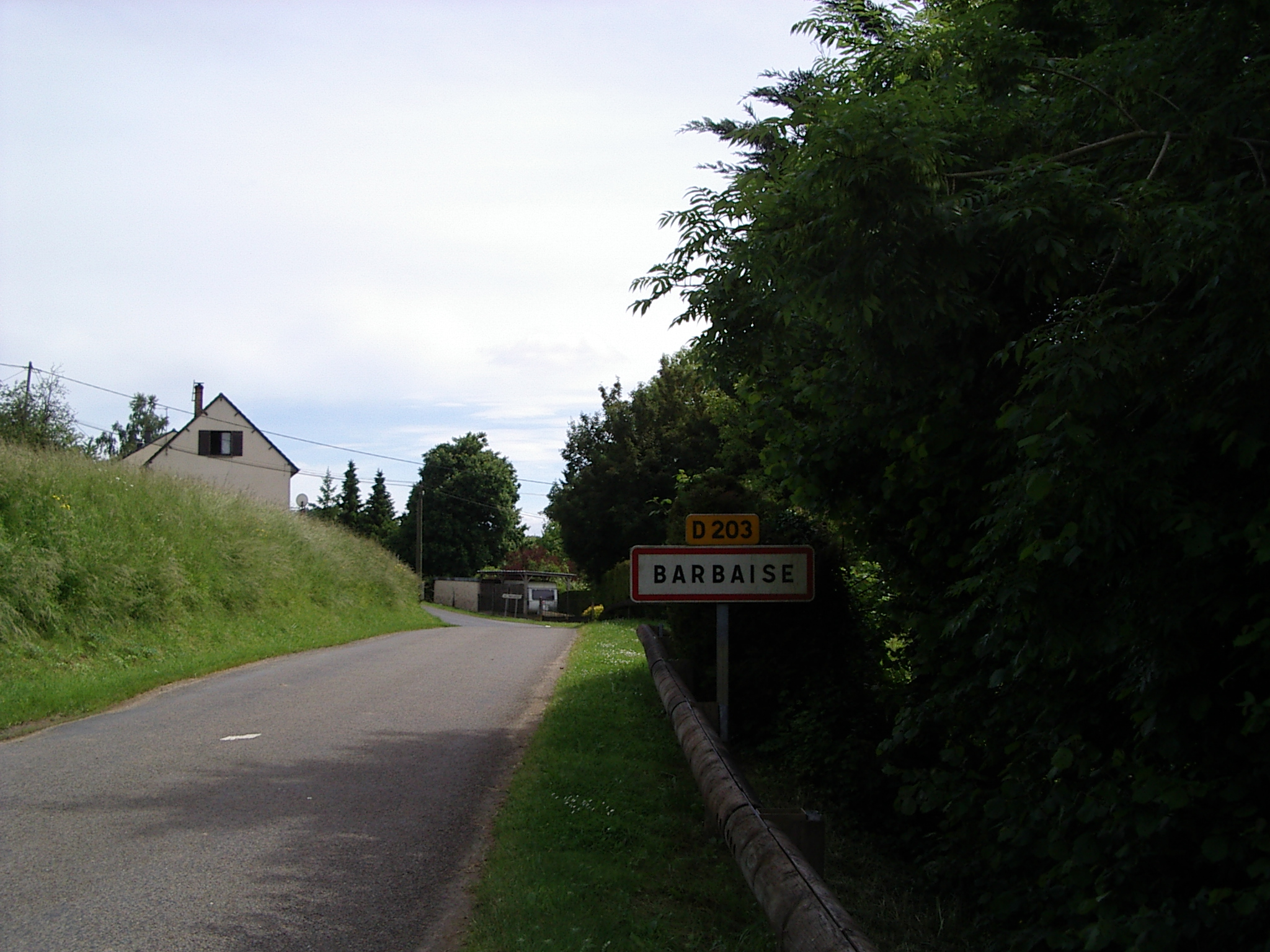
محطة الحد.
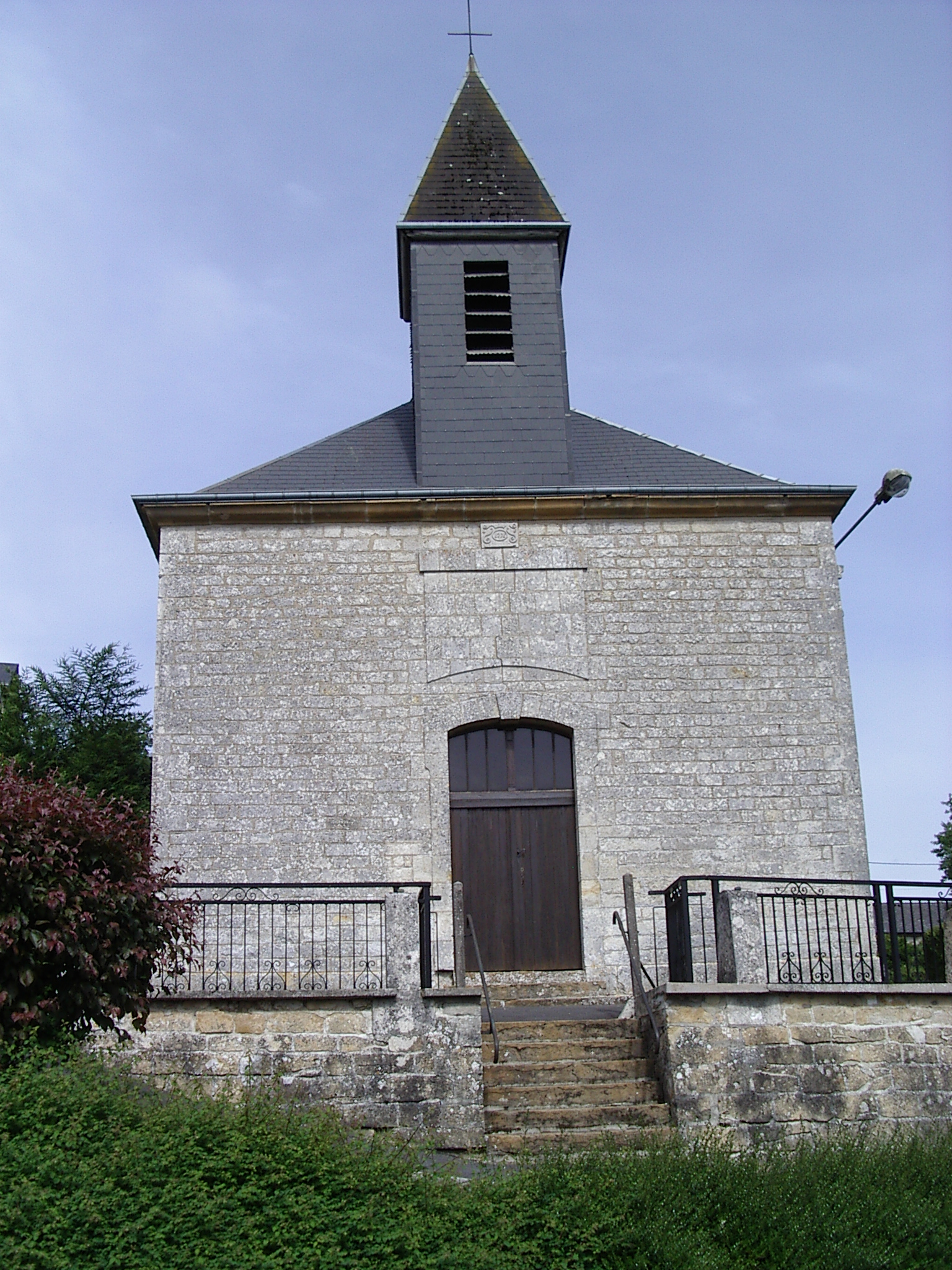
الكنيسة (الواجهة).
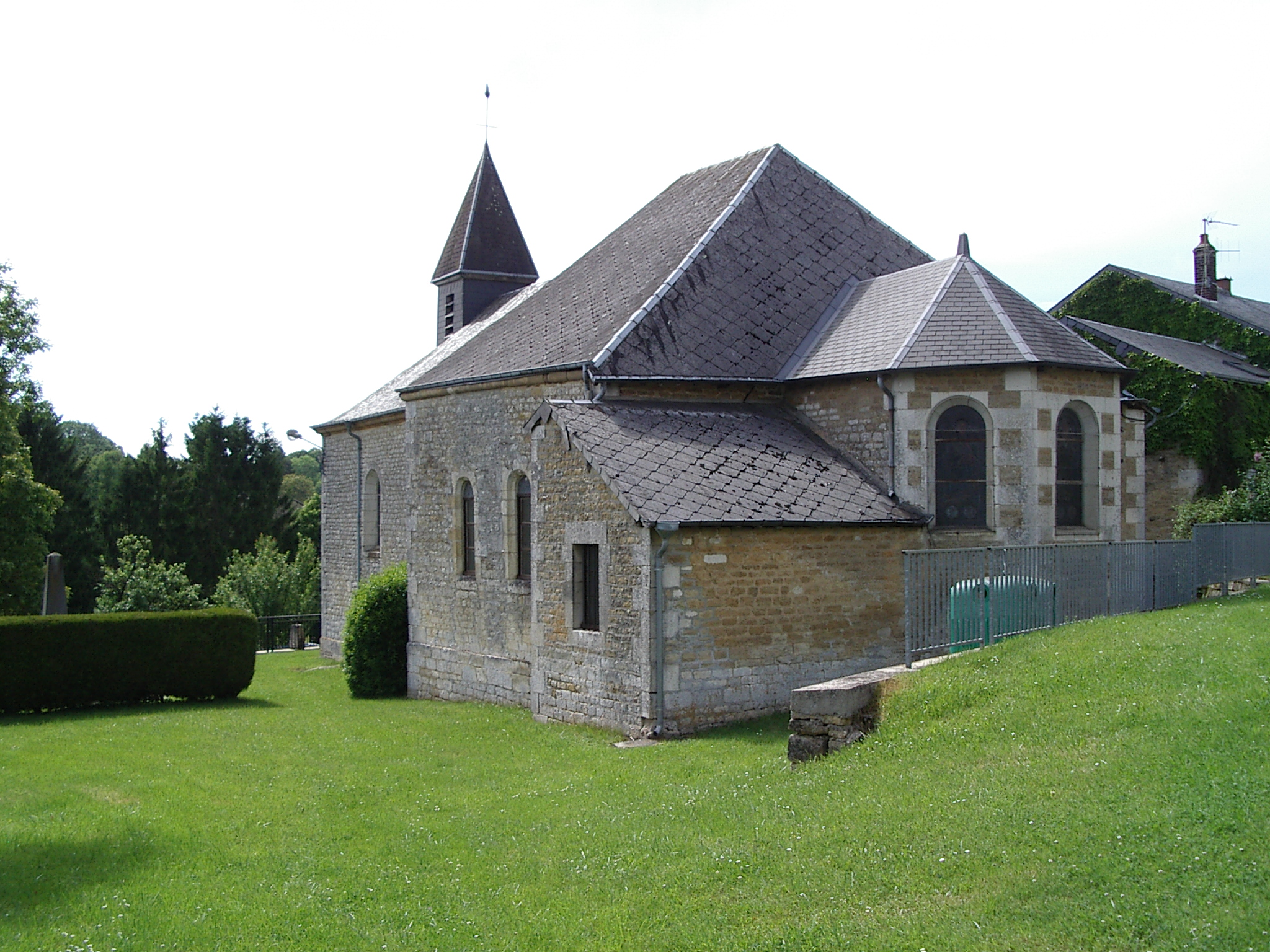
كنيسة.
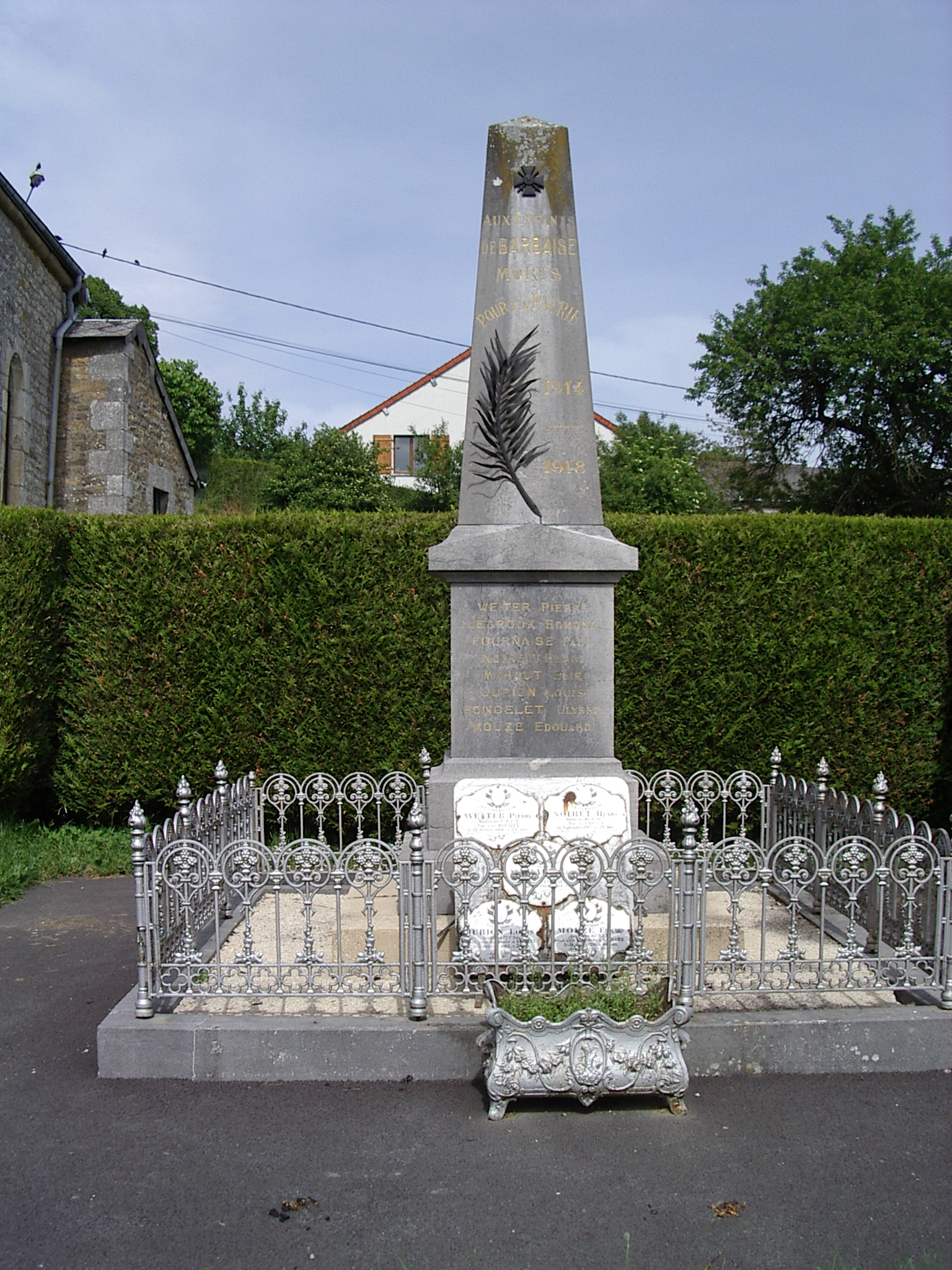
معلم أثري للموتى.